# Candiroto (Candiroto)
Candiroto is een bestuurslaag in het regentschap Temanggung van de provincie Midden-Java, Indonesië. Candiroto telt 2282 inwoners (volkstelling 2010).